# 7,62 × 39 mm
Il 7,62 × 39 mm è uno dei due calibri standard delle munizioni da guerra di produzione sovietica.
È stata utilizzata dalla mitragliatrice leggera RPD nel 1944 e successivamente dal fucile d'assalto AK-47, venendo poi sostituita dagli eserciti del blocco ex-sovietico dal calibro 5,45 × 39 mm.

## Storia

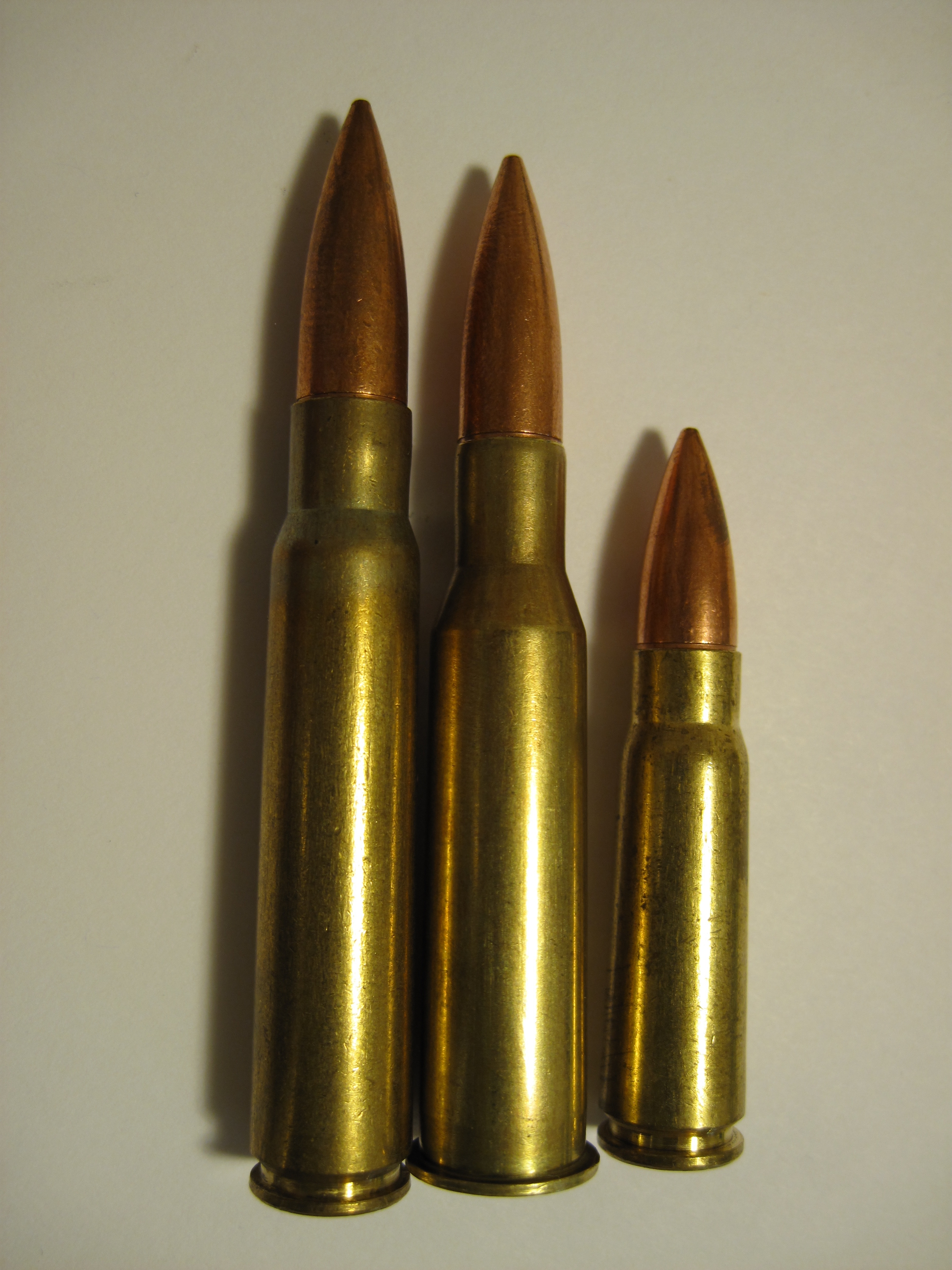
A confronto 7,92 × 57 mm Mauser, 7,62 × 54 mm R, 7,62 × 39 mm

Lo sviluppo venne iniziato allo scopo di ideare una munizione intermedia simile al 7,92 × 33 mm utilizzata dall'StG 44; questa tendenza fu seguita dalla NATO che introdusse il calibro 7,62 × 51 mm. La nuova cartuccia venne ideata dall'esigenza di trovare una cartuccia più potente del 7,62 × 25 mm Tokarev  ma meno potente della 7,62 × 54 mm R, proporzionalmente uguale alla cartuccia 14.5 × 114 mm anticarro.
La munizione da guerra Sovietica, denominata M43 ha l'ogiva con anima in acciaio, ricoperto di piombo ed esternamente una camiciatura in rame. La cartuccia è composta di un innesco Berdan e bossolo in acciaio.
Successivamente, nel 1960, la Jugoslavia sperimentò una nuova versione, la M60 con profilo più tozzo; l'anima in acciaio della palla anziché avere tutta la lunghezza dell'ogiva era contenuta solo nella parte anteriore. Questa modifica ha spostato il centro di gravità nella parte posteriore del proiettile, causando così un effetto di ribaltamento e quindi a creare una maggior cavità temporanea in caso di impatto su tessuti.

## Caratteristiche
Il 7,62 × 39 mm è più corto del 7,62 × 51 mm NATO, sparando una palla da 123 grani anziché 165; sulle medio-lunghe distanze (oltre i 400 m) è meno preciso, ha meno gittata e minor potere perforante, ma le armi che lo utilizzano risultano essere molto più controllabili, soprattutto durante il tiro a raffica.

## Uso militare
- Carabina Simonov SKS
- Fucile d'assalto AK-47
- Mitragliatrice leggera RPD